# Fredy Arber
Alfred "Fredy" Arber (24 de agosto de 1928) é um ex-ciclista suíço. Competiu nos Jogos Olímpicos de Verão de 1952 em Helsinque, onde terminou em nono lugar na prova tandem masculino. Também competiu na prova de 1 km contrarrelógio, terminando na décima quinta posição.